# IBM AS/400
L'IBM AS/400 (Application System/400) és una família d'ordinadors de gamma mitjana d'IBM anunciada el juny de 1988 i llançada l'agost de 1988. Va ser el successor de les plataformes System/36 i System/38, i va executar el sistema operatiu OS/400. De baix cost però més potent que els seus predecessors, l'AS/400 va tenir un gran èxit al llançament, amb uns 111.000 instal·lats a finals de 1990 i els ingressos anuals van arribar als 14.000 milions de dòlars aquell any, augmentant fins als 250.000 sistemes el 1994, 1]. i uns 500.000 enviats el 1997.
Un concepte clau de la plataforma AS/400 és Technology Independent Machine Interface (TIMI), una arquitectura de conjunt d'instruccions (ISA) independent de la plataforma que es compila juntament amb les instruccions natives del llenguatge màquina. La plataforma ha utilitzat aquesta capacitat per canviar l'arquitectura del processador subjacent sense trencar la compatibilitat de les aplicacions. Els primers sistemes es basaven en una arquitectura de conjunt d'instruccions CISC de 48 bits coneguda com a Interfície Microprogramada Interna (IMPI), desenvolupada originalment per al System/38. L'any 1991, la companyia va presentar una nova versió del sistema que funcionava amb una sèrie de CPU derivades de PowerPC de 64 bits, la família IBM RS64. A causa de l'ús de TIMI, les aplicacions dels programes originals basats en CISC van continuar funcionant als nous sistemes sense modificacions. L'RS64 es va substituir per processadors POWER4 el 2001, que va ser seguit per POWER5 i POWER6 en actualitzacions posteriors.
L'AS/400 va passar per múltiples exercicis de canvi de marca, i finalment es va convertir en el System i el 2006. El 2008, IBM va consolidar les diferents línies de productes System i System p (que en aquell moment tenien maquinari idèntic) en una única línia de productes anomenada IBM Power Systems. El nom "AS/400" s'utilitza de vegades de manera informal per referir-se al sistema operatiu IBM i que s'executa amb el maquinari Power Systems modern.

## Història

### Fort Knox
A principis de la dècada de 1980, la direcció d'IBM es va preocupar perquè el gran nombre de sistemes informàtics incompatibles de gamma mitjana d'IBM estava perjudicant la competitivitat de l'empresa, especialment contra el VAX de Digital Equipment Corporation. El 1982, es va iniciar un projecte anomenat Fort Knox, que pretenia consolidar el System/36, el System/38, l'IBM 8100, la Sèrie/1 i la sèrie IBM 4300 en una única línia de productes basada en un IBM 801. processador amb el nom en clau Iliad, tot i que conservava la compatibilitat amb tots els sistemes que havia de substituir.  Es crearia un nou sistema operatiu per a Fort Knox, però els sistemes operatius de cada plataforma que Fort Knox pretenia substituir també es portarien al processador Iliad per permetre als clients migrar el seu programari a la nova plataforma.

### Silverlake
Durant el projecte Fort Knox, un projecte de skunkworks es va iniciar a IBM Rochester per enginyers que creien que el fracàs de Fort Knox era inevitable. Aquests enginyers van desenvolupar codi que va permetre que les aplicacions del System/36 s'executin a sobre del System/38, i quan es va cancel·lar Fort Knox, aquest projecte de skunkworks es va convertir en un projecte oficial per substituir tant el System/36 com el System/38 per una única plataforma de maquinari nova.  El projecte es va conèixer com a Silverlake (anomenat així per Silver Lake a Rochester, Minnesota) i va començar oficialment el desembre de 1985. El maquinari Silverlake va ser essencialment una evolució del System/38 que va reutilitzar part de la tecnologia desenvolupada per al projecte Fort Knox.

### AS/400
El 21 de juny de 1988, IBM va anunciar oficialment el sistema Silverlake com a Application System/400 (AS/400). L'anunci incloïa més de 1.000 paquets de programari escrits per IBM i IBM Business Partners. El sistema operatiu AS/400 es va anomenar Operating System/400 (OS/400).

### El pas a PowerPC
El 1990, IBM Rochester va començar a treballar per substituir els processadors CISC de 48 bits derivats de System/38 originals de l'AS/400 per una arquitectura de 96 bits coneguda com C-RISC (Commercial RISC).  En lloc de ser un disseny net, C-RISC hauria afegit instruccions d'estil RISC i d'estil VLIW al processador de l'AS/400, tot mantenint la compatibilitat cap enrere amb el conjunt d'instruccions de la Interfície Microprogramada Interna (IMPI) d'estil System/370 i el microcodi utilitzat per implementar-lo.

## Arquitectura del sistema

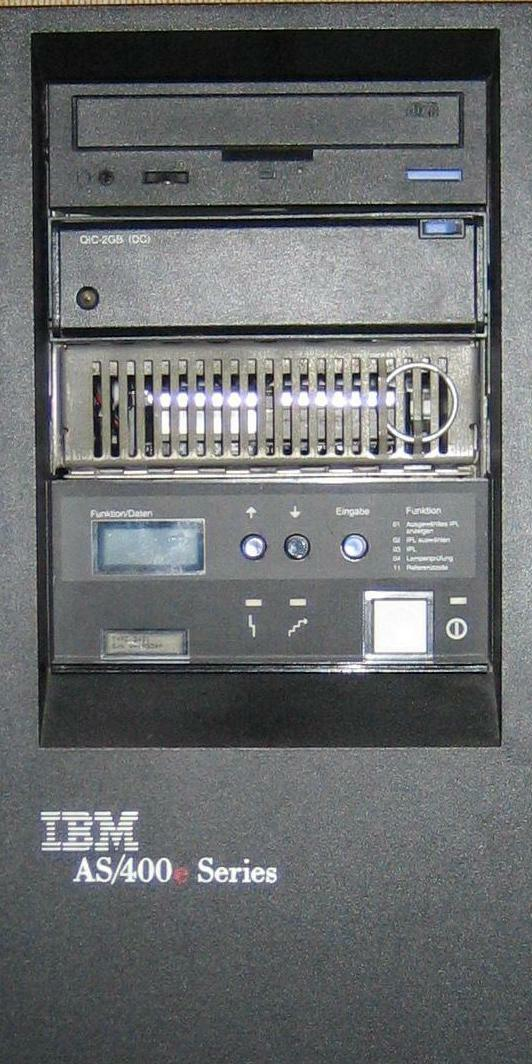
IBM AS/400e Model 150

Segons Frank Soltis, un dels arquitectes de la plataforma AS/400, l'arquitectura de l'AS/400 està definida per cinc principis arquitectònics. La majoria d'aquests principis són heretats de System/38. 

### Independència Tecnològica
El conjunt d'instruccions d'alt nivell (anomenat TIMI per "Technology Independent Machine Interface" d'IBM), permet als programes d'aplicació aprofitar els avenços en maquinari i programari sense recompilació. TIMI és un conjunt d'instruccions virtuals independent del conjunt d'instruccions de màquina subjacent de la CPU. Els programes en mode d'usuari contenen instruccions TIMI i instruccions de màquina de la CPU, garantint així la independència del maquinari. Això és conceptualment una mica similar a l'arquitectura de màquines virtuals d'entorns de programació com Java i NET.

### Integració de programari
OS/400 (ara conegut com a IBM i) és el sistema operatiu natiu de la plataforma AS/400, i era l'únic sistema operatiu compatible amb el maquinari AS/400 original. Moltes de les funcions avançades associades a l'AS/400 s'implementen al sistema operatiu a diferència del maquinari subjacent, que ha canviat significativament al llarg de la vida de la plataforma AS/400. Les característiques inclouen un RDBMS (Db2 for i), una interfície guiada per menús, suport per a diversos usuaris, suport de terminal orientat a blocs (IBM 5250) i impressores.